# بورزم
بورزم ( /ˈbɜːrzəm/ ، لفظ: [ˈbʉ̀rtsʉm] ) هو مشروع موسيقي نرويجي أسسه فارج فيكرنس في عام 1991.

## نبذة
على الرغم من أن بورزوم لم تقم أبدًا بالعروض المباشرة ، فقد أصبحت جزءًا من مشهد المعدن الأسود النرويجي المبكر وتعتبر واحدة من أكثر الأعمال تأثيرًا في تاريخ بلاك ميتال.   وقد أصدر أيضًا أربعة ألبومات مظلمة و neofolk.

## المعنى
كلمة «بورزوم» تعني «الظلام» في الكلام الأسود ، وهي لغة خيالية صاغها كاتب سيد الخواتم جون رونالد تولكين. غالبًا ما تكون كلمات وصور بورزوم مستوحاة من الخيال والأساطير الإسكندنافية ، ولا تعرض الآراء السياسية التي اشتهر بها فيكرنس.
أسس قيكرنس في عام 1991 وسجل أول أربعة ألبومات من بورزوم بين يناير 1992 ومارس 1993. من 1994 إلى 2009 ، سُجن فيكرنس بتهمة قتل عازف الجيتار في Mayhem أوستاين «يورونيموس» آرسيث وإحراق ثلاث كنائس. أثناء سجنه ، سجل ألبومين مظلمين باستخدام آلات المزج فقط ، حيث لم يكن لديه إمكانية الوصول إلى الطبول أو الجيتار أو الجهير. منذ خروجه من السجن عام 2009 ، سجل عدة ألبومات أخرى. أعلن قيكرنس عن نهاية بورزوم في عام 2018 ، لكنه أصدر الألبوم الأخير للمشروع Thulêan Mysteries في عام 2020.

## تاريخ

### السنوات الأولى (1988-1992)

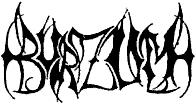
استخدم شعار بورزوم عام 1991

بدأ فارج فيكرنس في تأليف الموسيقى عام 1988 مع فرقة كلاشينكوف.  في العام التالي ، تم تغيير الاسم إلى Uruk-Hai ، بعد المخلوقات من جون رونالد تولكين 's سيد الخواتم .  في عامي 1990 و 1991 ، عزف فيكرنس على الغيتار لفرقة ديث ميتال Old Funeral ، والتي تألفت أيضًا من الأعضاء الذين شكلوا فيما بعد فرقة Immortal . يظهر على Old Funeral EP . غادر فيكرنس Old Funeral في عام 1991 للتركيز على خلق رؤاه الموسيقية الخاصة. كان لديه مشروع قصير العمر يسمى Satanel ، على طول Abbath Doom Occulta. ثم بدأ مشروعًا منفردًا تحت اسم بورزوم. كلمة «بورزوم» تعني «الظلام» في الكلام الأسود ، وهي لغة صاغها تولكين. بعد فترة وجيزة من تسجيل شريطين تجريبيين ، أصبح جزءًا من مشهد المعدن الأسود النرويجي. من خلال شرائطه التجريبية ، جذب انتباه أوستين "Euronymous" Aarseth of Mayhem ، الذي كان قد أسس مؤخرًا Deathlike Silence Productions . ثم وقع Aarseth على Burzum إلى الملصق ، وبعد فترة وجيزة ، بدأ فيكرنس- تحت الاسم المستعار للكونت قريشناك― ، في تسجيل الألبوم الأول الذي يحمل عنوان Burzum. وفقًا لسيرة فيكرنس الذاتية على موقعه على الإنترنت ، فقد كان ينوي تسجيل الألبوم بأسوأ جودة تسجيل ممكنة (نظرًا لكونه علامة تجارية نموذجية للمشهد المعدني الأسود النرويجي المبكر) ، مع جعله يبدو مقبولاً. تم إصدار الألبوم الأول الذي يحمل اسم Burzum في عام 1992 ، وهو الألبوم الثاني الذي تم إصداره على Deathlike Silence Productions. حظيت أغنية "War" من هذا الألبوم بظهور ضيف من Euronymous ، حيث عزف على الغيتار المنفرد «من أجل المتعة فقط» ، بحسب فيكرنس.

تم استخدام شعار Burzum بين عامي 1991 و 1993

صرح فيكرنس أنه لم يلعب أبدًا أي عروض مباشرة مع Burzum ، على الرغم من أنه كان مهتمًا بها في وقت من الأوقات ،  لذلك رافقه Samoth من Emperor كعازف جيتار ، على الرغم من ظهوره فقط على Aske EP. بالإضافة إلى ذلك ، تم تعيين إريك لانسلوت ليكون عازف الطبول للفرقة ،  الرغم من عدم تسجيله على أي مادة من Burzum ، ومع Samoth لم يقدم عرضًا حيًا. في ذلك الوقت ، فقد فيكرنس اهتمامه بعزف الحفلات الموسيقية الحية ، وذكر أنه «لم يعد بحاجة حتى إلى موسيقيي الجلسات بعد الآن». لذلك ، انفصل Samoth و Lancelot عن Burzum. تم إصدار Det som engang var كألبوم Burzum الثاني في عام 1993 ، وتم تسجيله في عام 1992.

### السجن (1993-2009)

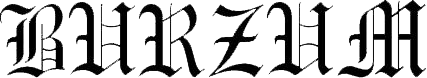
تم استخدام شعار Burzum بين عامي 1994 و 2009

شهد مايو 1994 إصدار Hvis lyset tar oss ، وهو ألبوم جديد لمواد مسجلة مسبقًا من عام 1992. ظل Burzum كمشروع منفرد حتى عام 1994 ، عندما تم القبض على فيكرنس بتهمة قتل Euronymous وإحراق العديد من الكنائس في النرويج. خلال فترة وجوده في السجن ، أصدر فيكرنس ألبومه التالي بعنوان Filosofem في 1 يناير 1996. سجلت مارس 1993، كان Filosofem تسجيل مشاركة فيكرنس إجراؤها قبل سجنه. بورزوم / أسك، وتجميع يضم الألبوم بورزوم وأسك EP صدر في عام 1995،. أثناء سجنه ، تمكن فيكرنس من تسجيل ألبومين آخرين بأسلوب محيط مظلم. تم نشرهم باسم Dauði Baldrs (1997) و Hliðskjálf (1999). تم إنشاء كلا الألبومين باستخدام آلة المزج، حيث مُنع فيكرنس من استخدام أي أدوات أخرى في السجن.
في عام 1998 ، تم إعادة إصدار جميع ألبومات Burzum التي تم إصدارها حتى ذلك الوقت كأقراص صور من الفينيل في مجموعة صندوق خاصة تسمى 1992-1997 ؛ لكن ألبوم Filosofem لم يحتوي على "Rundtgåing av den transcendentale egenhetens støtte" بسبب طوله. كان إصدار الفينيل العادي لـ Filosofem on Misanthropy يحتوي على مسارات 1-4 بالإضافة إلى "Decrepitude II" على الجانب الأول و "Rundtgåing av den transcendentale egenhetens støtte" على الجانب الثاني.

### ما بعد السجن والتقاعد (2009-2020)

شعار بورزوم المستخدمة في ألبوم 2010 Belus، المنصوص عليها في محرف [http://www.dafont.com/ruritania.font روريتانيا

بعد فترة وجيزة من إطلاقه ، بدأ فيكرنس في كتابة مسارات جديدة (تسعة مسارات معدنية ومقدمة وخاتمة محيطة) لألبوم Burzum القادم. وفقًا لروايات فيكرنس ، كانت العديد من شركات التسجيلات مهتمة بإصدار ألبومه الأول منذ أحد عشر عامًا. صرح عن الألبوم الجديد ، «أريد أن آخذ وقتي ، وأجعله بالطريقة التي أريدها. سيكون من المعدن ، ويمكن للجماهير أن يتوقعوا برزوم حقيقي».
كان الألبوم في الأصل بعنوان Den hvite guden ("The White God") ،  لكنه قرر لاحقًا تغييره إلى Belus ، والذي تم إصداره بواسطة شركة التسجيلات المستقلة Byelobog Productions ( byelobog هي الترجمة الصوتية لـ "белобог" "باللغات السلافية ، بمعنى" الإله الأبيض ") في 8 مارس 2010.  تم الإعلان أيضًا عن إطلاق فيلم في عام 2010 ، استنادًا إلى حياة فارج فيكرنس  في أوائل التسعينيات. كان الفيلم مستوحى بشكل أساسي من كتاب Lords of Chaos ، حيث يحمل الفيلم نفس الاسم. أعرب فيكرنس عن ازدرائه للفيلم والكتاب الذي يستند إليه.
تم إصدار ألبوم جديد ثانٍ من مادة Burzum الأصلية ، Fallen ، في 7 مارس 2011 ،  تلاه ألبوم تجميعي ، From the Depths of Darkness ، يحتوي على إعادة تسجيل المسارات من ألبوم Burzum الذي يحمل عنوانًا ذاتيًا و Det som engang var. ، في 28 نوفمبر 2011. تم إصدار ألبوم استوديو ثالث جديد من المواد الأصلية ، بعنوان Umskiptar ، في مايو 2012. سول أوستان ، ماني فيستان («شرق الشمس ، غرب القمر») ، أول ألبوم إلكتروني لبرزم منذ عام 1999 ، صدر في مايو 2013.  في 27 أبريل 2013 ، تم نشر أغنية على قناة يوتيوب الرسمية لـ فيكرنس بعنوان "Back to the Shadows". صرح فيكرنس في منشور بالمدونة أن "Back to the Shadows" سيكون آخر مسار معدني يصدره Burzum.
تم إصدار الألبوم The Ways of Yore في يونيو 2014.
في يونيو 2018 ، في مقطع فيديو نُشر على قناته على YouTube ، صرح فيكرنس أنه «[كان] قد انتقل [من Burzum]» ، قائلاً «وداعًا» للمشروع.
في يوليو 2018 ، نشر مستخدم على Youtube يُدعى Hermann مواد لم يتم إصدارها من Uruk-Hai من 1988 إلى 90 وتسجيلات سجن بيرجن في Burzum من 1994 ، والتي تلقاها من Tiziana Stupia.
في أكتوبر 2019 ، نشر فيكرنس تغريدة قال فيها إنه يعتزم إصدار ألبوم آخر باسم Burzum. وأعلن أن الاسم المبدئي للألبوم سيكون Thulêan Mysteries ، والذي سيضم 23 أغنية.[بحاجة لمصدر أفضل] واستخدمت المسارات من الألبوم السابق كموسيقى خلفية على قناة يوتيوب فيكرنس "، الذي سحب في نفس العام. قال فيكرنس أيضًا أن موسيقى Thulêan Mysteries من المفترض استخدامها كموسيقى تصويرية في الخلفية للعبة MYFAROG التي تقوم بدور لعب الأدوار . في 18 ديسمبر ، غرد فيكرنس غلاف الألبوم لـ Thulêan Mysteries وأعلن تاريخ إصداره في 13 مارس 2020. 
تم إصدار Thulêan Mysteries في 13 مارس 2020. صرح فيكرنس أنه سيكون آخر ألبوم Burzum. 

## النمط الموسيقي
تتضمن موسيقى بورزوم كلا من المعدن الأسود المباشر بالإضافة إلى موسيقى المحيط الداكن ، وموسيقى نيوفولك  وموسيقى العصور الوسطى الجديدة . غالبًا ما يكون بسيطًا ومظلمًا ، مع بنية أغنية متكررة وبسيطة. وصف فيكرنس Burzum بأنه نوع من «التعويذة» أو الاستجمام لعالم خيالي مرتبط بتاريخ الوثنيين.  كل ألبوم ، كما يدعي ، تم تصميمه كنوع من «التعويذة» في حد ذاته ، حيث تهدف كل أغنية في البداية إلى جعل المستمع أكثر عرضة لـ «السحر» ، والأغاني التالية لإلهام «حالة ذهنية تشبه النشوة» ، و الأغنية الأخيرة التي تحمل المستمع إلى «عالم من الخيال» (الأحلام ، لأن المستمع سينام - كان من المفترض أن تكون برزوم موسيقى مسائية).  يدعي فيكرنس أن نية إنشاء هذا العالم الخيالي جاءت من عدم الرضا عن العالم الحقيقي.  وقد ذكر أن «رسالة» برزوم يمكن العثور عليها في كلمات الأغنية الأولى من الألبوم الأول («صرخات ضعيفة من غابات غير معروفة»). 
غالبًا ما تكون كلمات وصور Burzum مستوحاة من الخيال والأساطير الإسكندنافية ، ولا تحتوي على وجهات النظر السياسية اليمينية التي يشتهر بها فيكرنس.  في مقابلة عام 2010 ، قال فيكرنس: «برزم ليست فرقة سياسية أو دينية ، أو حتى فرقة مناهضة للدين. برزم موسيقى. الفن إن شئت ، وتفسير الفن يكمن في عين الناظر. قد أكون من بلدان الشمال الأوروبي ، ومن جنسين مختلفين ولدي أيديولوجية وثنية بنفسي ، ولكن لماذا أتوقع أن يكون معجبو موسيقاي مثلي تمامًا؟».
وقد تأثر عمل بورزوم في وقت مبكر من تولكين . على سبيل المثال ، لقب فيكرنس المبكر "Count Grishnackh" مأخوذ من شخصية Orc تسمى Grishnákh في أعمال Tolkien.  كلمة Burzum هي كلمة من الخطاب الأسود لموردور وتعني «الظلام» (على الرغم من أن فيكرنس يرى ما يعتبره المسيحيون «الظلام» على أنه «نور») ،  ومكتوب على الحلقة الواحدة في كتاب تولكين سيد الخواتم.

## ديسكغرفي
الإصدارات الرئيسية
- برزوم (1992)
- ديت سوم انجانج فار (1993)
- Hvis lyset tar oss (1994)
- فيلوسوفم (1996)
- داوزي بالدرس (1997)
- Hliskjálf (1999)
- بيلوس (2010)
- سقط (2011)
- أومسكيبتار (2012)
- سول أوستان ، مني فستان (2013)
- طرق اليور (2014)
- ألغاز Thulêan (2020) [26]

موسيقى موسعة
- أسكي (1993)

الفرديات
- «الفجر الأسطوري» (2015)
- «العوالم المنسية» (2015)
- «الغاز ثولان» (2015)

العروض التوضيحية والعروض الترويجية
- عرض Burzum (1991)
- ريه / تجريبي 91 (1991)
- ريح 2 / ديمو 92 (1992)
- برزوم برومو (1992)
- The Fighting Uruk-Hai / Wotans Verhängnis (1994) (Uruk-Hai and Burzum) [19]

أشرطة الفيديو والموسيقى
- "Dunkelheit" (1996)

البوم تجميع
- بورزم / أسكي (1995)
- مختارات Burzum (2002) (bootleg)
- Draugen - النوادر (2005) (bootleg)
- مختارات برزم (2008)
- من أعماق الظلام (2011)
- فورلدرا (2019)
- Thulê (2019)

مجموعات صناديق
- برزوم 1992-1997 (1998)
- برزوم 1992-1999 (2010)
- XIII (2018)
- في أحضان الظلام (2019)

مظاهر أخرى
- Presumed Guilty (1998) (ساهم "Et hvitt lys over skogen")
- موسيقى <i id="mwAVM">Gummo</i> الصوتية (1998) (ساهمت في "Rundtgång Av Den Transcendentale Egenhetens Støtte")
- يقدم Fenriz. . . أفضل ما في المدرسة القديمة من المعدن الأسود (2004) (ساهم بـ "Ea، Lord of the Depths")

## أعضاء
التشكيلة الحالية
- Varg Vikernes (يُنسب إليه أحيانًا باسم "Count Grishnackh") - غناء ، كلمات ، قيثارات ، غيتار باس ، طبول ، آلة مزج (1991-1995 ، 1998 ، 2009-2018)

موظفين إضافيين
- يورونيموس - غيتار رئيسي في "War" ، غونغ على "Dungeons of Darkness" كلاهما من Burzum (1992)
- Samoth - غيتار باس على "Stemmen fra tårnet" و "A Lost Forgotten Sad Spirit" كلاهما من Aske (1992)